# Scopula nigranalis
Scopula nigranalis är en fjärilsart som beskrevs av W. Warren 1896. Scopula nigranalis ingår i släktet Scopula och familjen mätare. Inga underarter finns listade.